# Leon (Oklahoma)
Leon es un pueblo ubicado en el condado de Love en el estado estadounidense de Oklahoma. En el año 2010 tenía una población de 	91 habitantes y una densidad poblacional de 130 personas por km².

## Geografía
Leon se encuentra ubicado en las coordenadas 33°52′43″N 97°25′43″O / 33.87861, -97.42861 (33.878618, -97.428710).

## Demografía
Según la Oficina del Censo en 2000 los ingresos medios por hogar en la localidad eran de $10,500 y los ingresos medios por familia eran $21,667. Los hombres tenían unos ingresos medios de $12,000 frente a los $17,500 para las mujeres. La renta per cápita para la localidad era de $18,908. Alrededor del 11.1% de la población estaban por debajo del umbral de pobreza.